# František Ventura
František Ventura (Vysoké Mýto, 27 oktober 1895 – Praag, 2 december 1969) was een Tsjecho-Slowaaks ruiter, die gespecialiseerd was in springen. Ventura werd in 1928 tijdens de Spelen in Amsterdam olympisch kampioen bij het springen.

## Resultaten
- Olympische Spelen 1928 in Amsterdam  individueel springen met Eliot
- Olympische Spelen 1928 in Amsterdam uitgevallen landenwedstrijd springen met Eliot

1900: Aimé Haegeman ·
1912: Jean Cariou ·
1920: Tommaso Lequio di Assaba ·
1924: Alphonse Gemuseus ·
1928: František Ventura ·
1932: Takeichi Nishi ·
1936: Kurt Hasse ·
1948: Humberto Mariles ·
1952: Pierre Jonquères d'Oriola ·
1956: Hans Günter Winkler ·
1960: Raimondo D'Inzeo ·
1964: Pierre Jonquères d'Oriola ·
1968: William Steinkraus ·
1972: Graziano Mancinelli ·
1976: Alwin Schockemöhle ·
1980: Jan Kowalczyk ·
1984: Joe Fargis ·
1988: Pierre Durand ·
1992: Ludger Beerbaum ·
1996: Ulrich Kirchhoff ·
2000: Jeroen Dubbeldam ·
2004: Rodrigo Pessoa ·
2008: Eric Lamaze ·
2012: Steve Guerdat ·
2016: Nick Skelton ·
2020: Ben Maher ·
2024: Christian Kukuk
- Nationale Bibliotheek van Tsjechië: xx0026140
- Virtual International Authority File: 85463243